# 柳澤敦
柳澤敦（1977年5月27日—），已退役日本足球運動員，司職前鋒，前日本國家足球隊成員。

## 俱樂部生涯
柳泽敦于1977年5月27日在日本富山县出生，1995年成为鹿岛鹿角一队的球员，在首个赛季中，柳泽敦为球队上阵了8场球赛，取得5球进球，他于日职的首球进球是在对联赛的另一支强队大阪飞脚的比赛。
第二个赛季中，柳泽敦上阵了25场球赛，共取得8场进球，1997年和1998年賽季中，柳泽敦上阵次数达到32球，并攻下22球进球。1998年賽季后，柳泽敦的上阵次数减少，2003年7月，柳泽敦离开日本，在效力鹿岛鹿角中，柳泽敦在152场球赛中共打进74球，成为了日本职业足球联赛中以最少球场中获得50场的球员，更于2001年被提名以及夺得日本足球先生。
柳泽敦之所以离开日本是由于意甲球队桑普多利亚从鹿岛鹿角借走，后来再被买断其拥有权，从柳泽敦于8月31日首次于意甲上阵开始，柳泽敦一共上阵15场球赛，但却没有任何进球。
2004年意甲升班马梅西纳签下柳泽敦，可惜柳泽敦上阵的29场联赛中未有取得进球。
2006年夏天，柳泽敦获得母会鹿岛鹿角外借得以回归日本。
2008年，他转会去到了京都不死鸟，2014年他在仙台維加泰宣布退役。他在日职联赛的370场比赛中，打进了108球。

## 國家隊生涯
在国家队方面，柳泽敦于1998年2月15日对澳洲的友谊赛中首次上阵。
在2002年世界杯之前，柳泽敦表现不好，未能入选国家队，但后来的数场比赛中，柳泽敦表现上升，于是被日本主帅菲利普·特鲁西埃选上了世界杯的成员。在该届世界杯中，柳泽敦上阵了3场小组赛，没有进球。
另外柳泽敦于2005年的洲际国家杯中再次上阵3场赛事，得到1球进球。2006年代表日本队参加了2006年世界杯。职业生涯中柳泽敦在国家队中上阵了57场，攻下17个进球。

## 個人生活
2002年12月，柳泽敦与日本女星小畑由香里完婚。
2014年底宣布退役之后，柳泽敦加入了老东家鹿岛鹿角的教练组。

## 外部連結
- 柳澤敦 – FIFA國際賽競賽紀錄 (存檔)
- 柳澤敦在 National-Football-Teams.com 上的出场纪录
- Soccerway資料庫：柳澤敦
- 柳澤敦在FootballDatabase.eu中的档案
- 日本職業足球聯賽中的柳澤敦 （日語）
- Japan National Football Team Database